# Дріл (Нідерланди)
Дріл (нід. Driel) — село в нідерландській провінції Гелдерланд. Входить до муніципалітету Овербетюве.
Його площа становить 8,70км², а населення станом на 2021 рік складало 4 375 осіб.

## Галерея

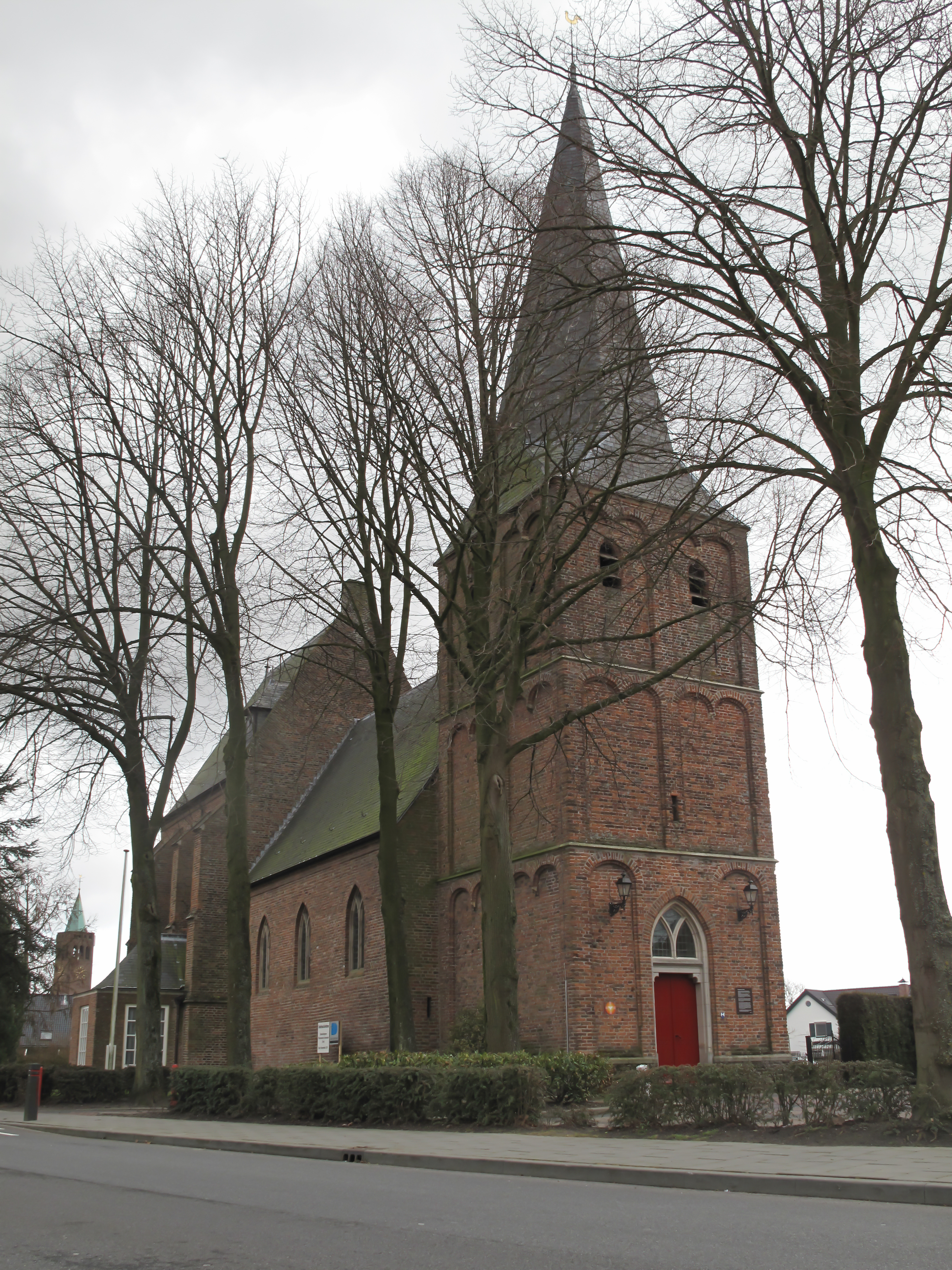
Реформистська церква
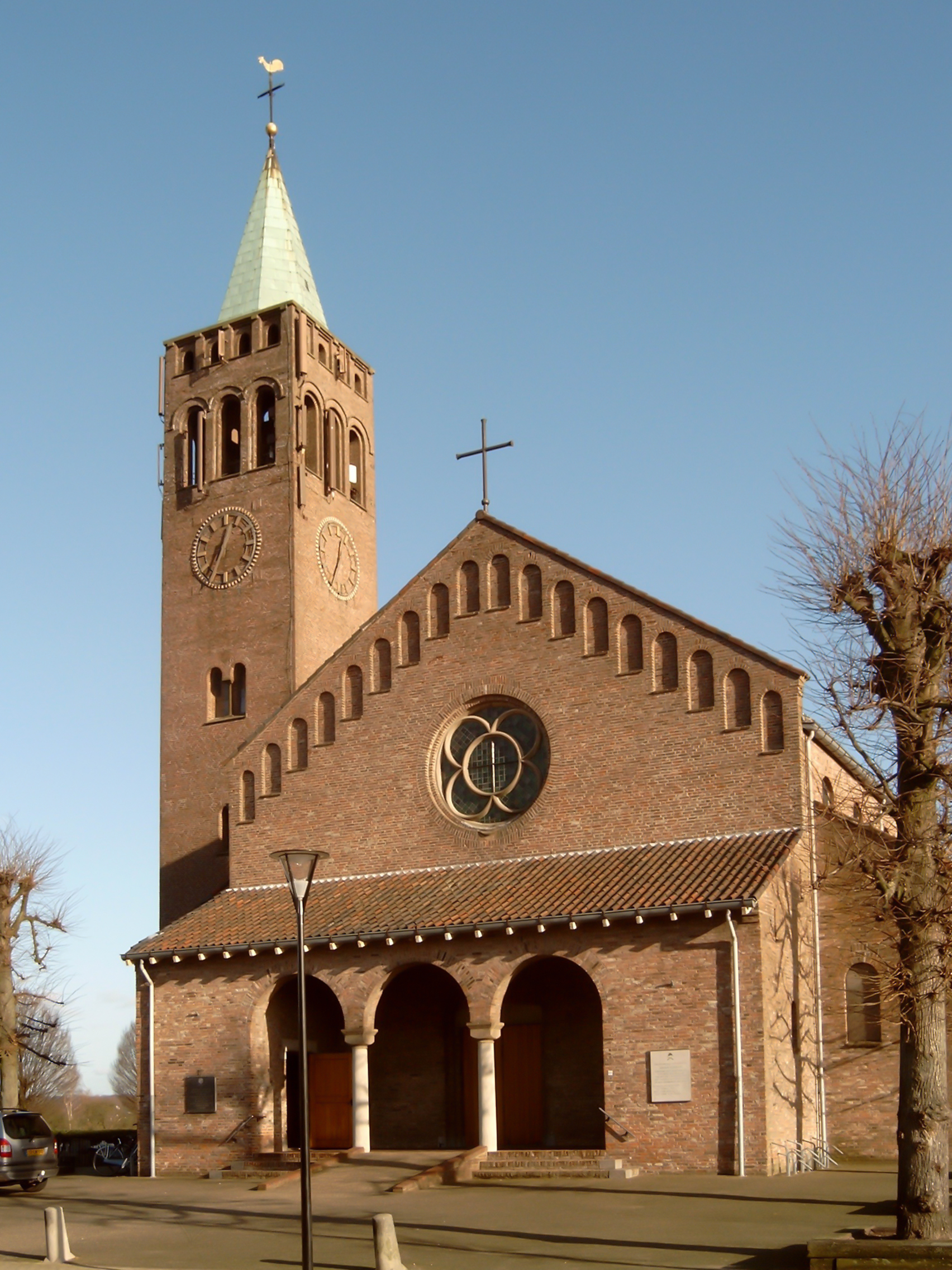
Католицька церква
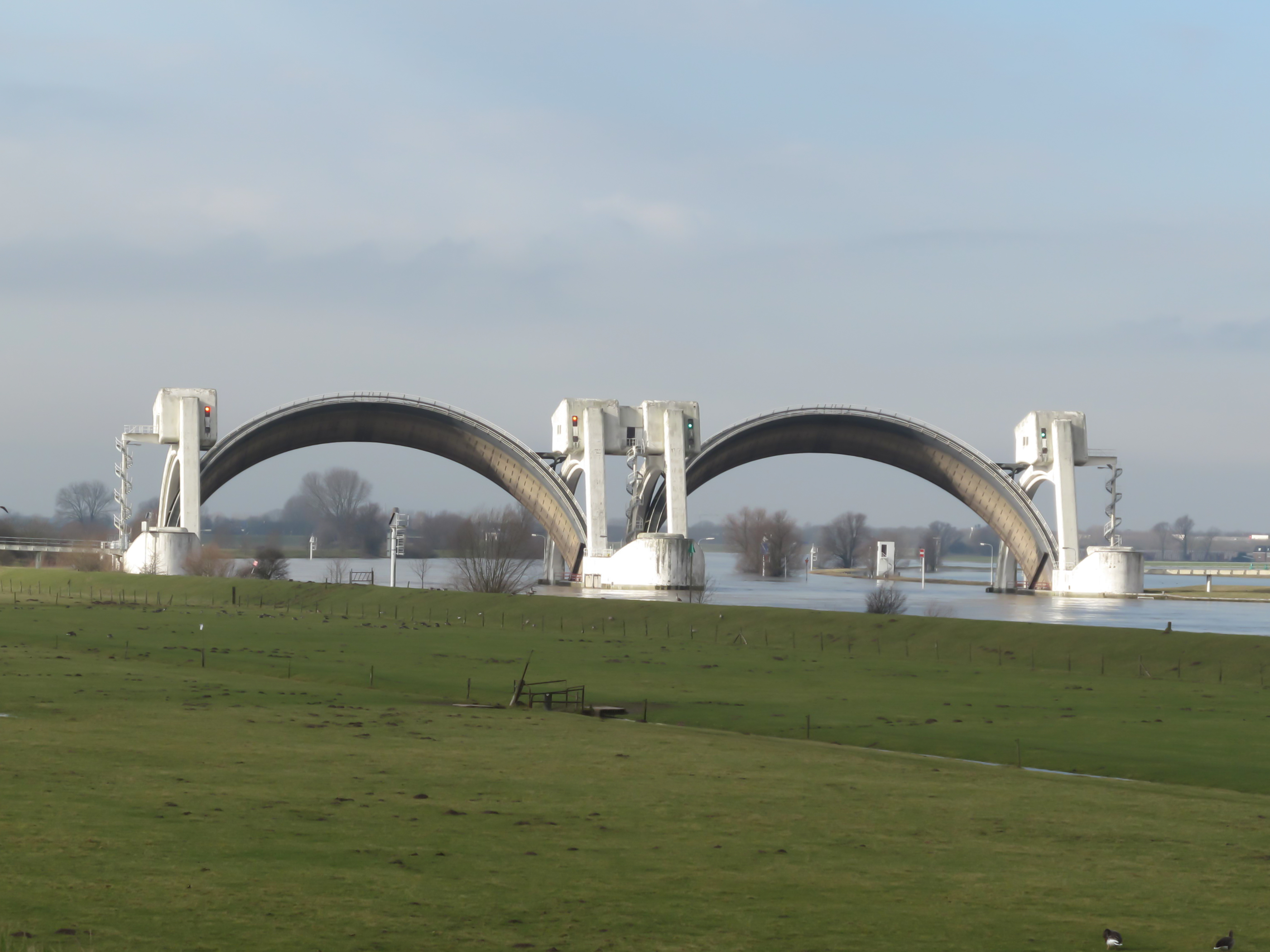
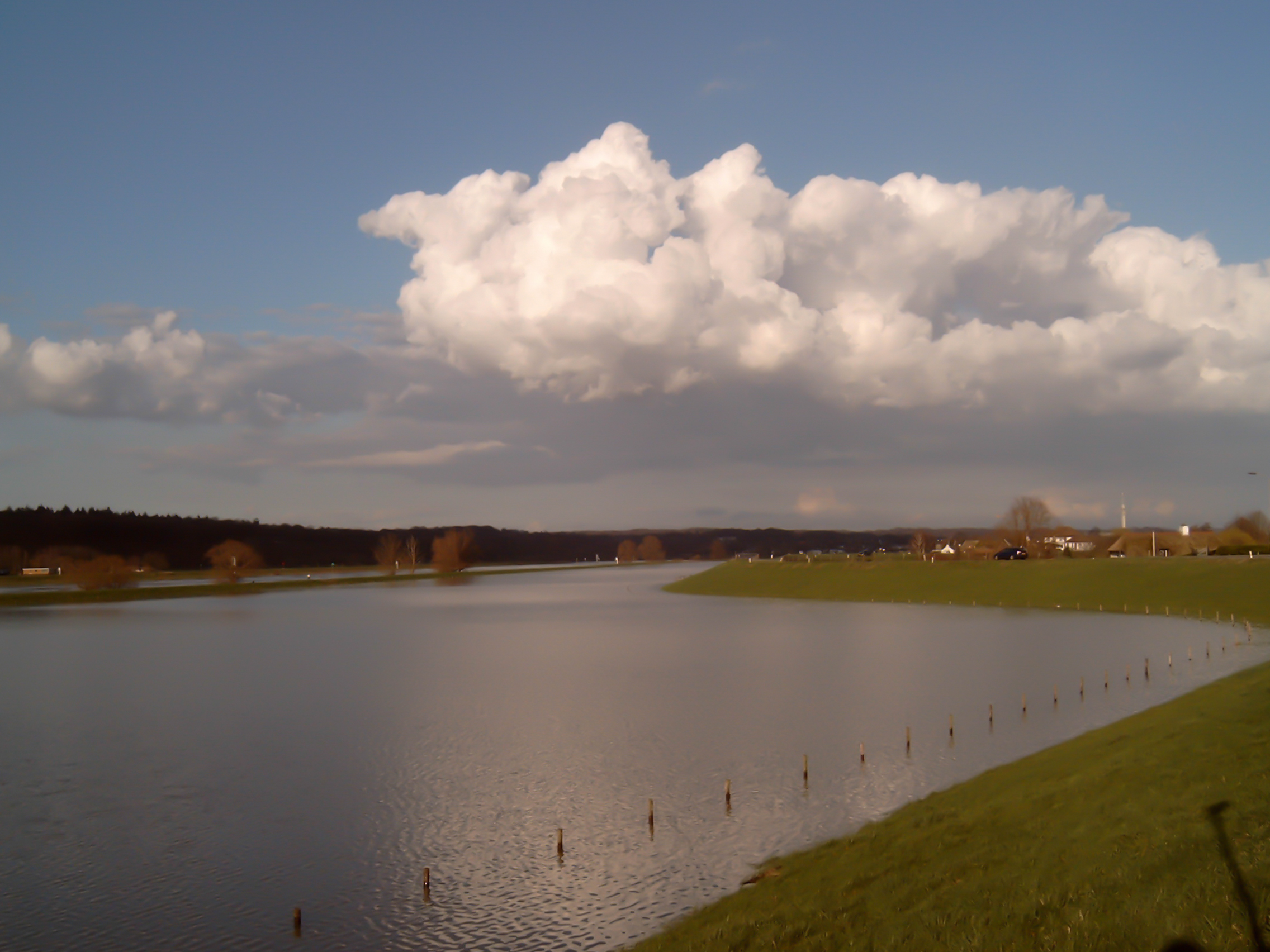
Течія Рейна біля Дріла
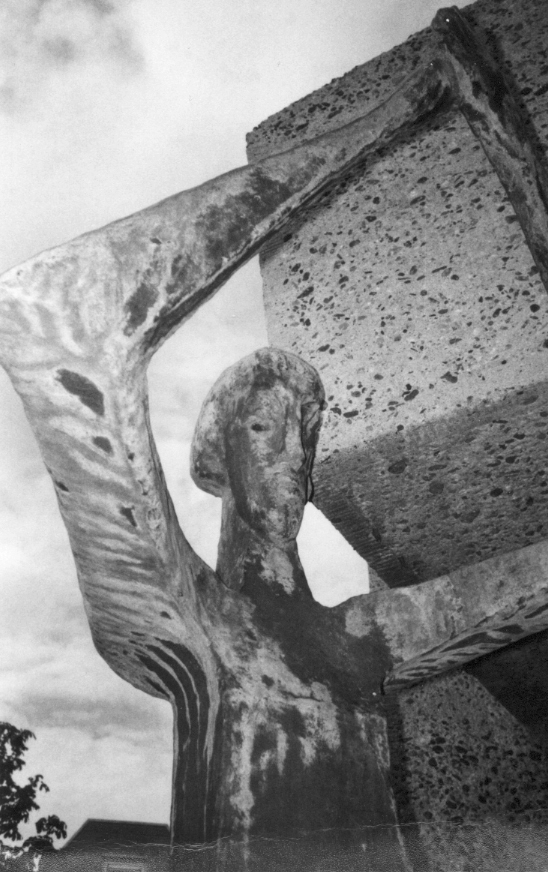
Монумент у селі